# Акабэко
Акабэко (яп. 赤べこ, «красная корова или бык») — это красная фигурка коровы с качающейся головой, один из самых известных символов региона Айдзу префектуры Фукусима.
Цветные пятна на шкуре коровы — это следы побеждённой болезни. Люди ставили в свой дом такие игрушки, чтобы защитить семью от оспы, чумы и других недугов. В Японии считается, что красный цвет имеет целебные свойства, поэтому красные вещи часто используется как амулеты для защиты от различного рода заболеваний.

## Происхождение
Считается, что у акабэко был реальный прототип. Согласно легенде, это корова, жившая в 807 году. В то время монах по имени Токуити руководил строительством храма Эндзодзи в городе Янаидзу, Фукусима (по некоторым версиям речь идет о храме Кёкюдзодо). Для создания храма требовалось переносить тяжелые грузы, для этого использовали красноватого цвета корову. Корова добросовестно выполняла свою работу и после завершения строительства передала свой дух Будде, а её плоть превратилась в камень.
Другая версия легенды утверждает, что корова отказалась покинуть территорию храма после завершения строительства и стала там постоянным жителем. Красная корова была названа акабэко (бэко — корова на диалекте региона Айдзу) и стала символом ревностной преданности Будде.
Вскоре кто-то из высокопоставленных людей услышал историю Акабэко и приказал придворным ремесленникам, которые сопровождали его, создать игрушку в виде этой удивительной коровы.
В то время в Японии произошла вспышка оспы, но многим показалось, что дети, у которых были игрушки акабэко остались здоровы. Красный цвет акабэко, возможно, повлиял на восприятие, так как считается, что красные амулеты защищают от болезней. Игрушки акабэко стали очень популярными амулетами. С тех пор игрушка стала одним из ремесёл префектуры Фукусима, известных во всей Японии, а также символом региона Айдзу.

## Технология производства
Процесс производства игрушки занимает около 10 дней. Акабэко изготавливают из папье-маше, потом раскрашивают и покрывают лаком. Игрушка состоит из двух основных частей: туловища и головы. Голова устроена на шее таким образом, чтобы при движении акабэко мотал головой вверх-вниз и из стороны в сторону.
Технология изготовления красных фигурок передается в семьях по наследству, и занимается их производством очень ограниченное число мастеров. Каждая семья имеет особую маркировку на своих изделиях.